# Карл фон Хазенауер
Барон Карл фон Хазенауер (Беч, 20. јул 1833 — Беч, 4. јануар 1894) био је аустријски архитекта. Он је био кључни представник школе Историцизма.

## Биографија
Направио је неколико нео-барокних споменика, многе у близини Рингштрасе у Бечу. Био је ученик Аугуста Сикарда фон Сикардсбурга и Едуарда ван дер Нула. Због великих заслуга, цар Франц Јозеф га је 1873. године унапредио у ранг Фрајхера, што је еквивалентно рангу барона.
Хазенауер је био главни архитекта Светске изложбе у Бечу 1873. године. Заједно са Готфридом Земпером пројектовао је комплекс са Меморијалом Марије Терезије (1874-1888), Музејом историје уметности и Природњачким музејом (1871–1891), Бургтеатром (1874–1888), Вилом Хермес и Новим Хофбургом (1881–1894, завршена постхумно 1913. године).
После сукоба са својим бившим пословним партнером Земпером, Хазенауер је сам радио нову зграду Хофбурга. Сукоб око ауторских права заједничких пројеката траје до данас између присталица Земпера и Хазенауера. Међутим, пошто је старији мајстор Земпер заслужан за Оперу Земпер у Дрездену, Хазенауер добија више заслуга за архитектуру у бечкој Рингштрасе.
Хазенауер је преминуо у Бечу 1894. године. Сахрањен је у Средишњем бечком гробљу (Gruppe 32 A, Nummer 33). 1894. године улица која протиче кроз 18. бечки округ, Веринг, и кроз 19. бечки округ, Деблинг, добила је име Хазенауер штрасе.